# Vattendragsrensning
Rensningar och kanaliseringar av vattendrag har genomförts av flera anledningar. Bland annat för att kunna flotta timmer eller för att leda bort vatten snabbare vid kraftiga regn. Många vattendrag har också rätats och kanaliserats för att kunna frigöra odlingsbar mark (myrodling) samt möjliggöra rationellare och produktivare fält. På senare tid[när?] har även kraven på sumpskogarnas ökade produktivitet och rationella skötsel resulterat i rätade och rensade vattendrag. 

## Hydroteknisk bakgrund
Ett naturligt meandrande vattendrag har en hög skrovlighet och således ett lågt värde på Mannings tal. Detta resulterar i en relativt låg flödeskapacitet och vattnet får stora energiförluster, vilket skapar ett högt vattenstånd. Dessutom får vattnet färdas en lång väg, vilket resulterar i ett dåligt fall. Följdeffekterna blir att sankare partier översvämmas ofta med åtföljande syrgasbrist, vilket omöjliggör såväl ett rationellt och högproduktivt lantbruk + skogsbruk som effektiva virkestransporter.
Genom att istället räta upp vattendraget och plocka bort vattenståndshöjande orsaker som stenar, slam och bottenvegetation, kan vattenståndet sänkas betydligt i vattendraget (trots ett oförändrat flöde), vilket får många fördelar sett ur lantbrukarnas och sågverksägarnas perspektiv. Bland annat blir det möjligt att nyodla lämpliga arealer och att avverka sumpskogar.

## Negativa miljöeffekter

### Flora och fauna
I princip alla vattenlevande organismer påverkas negativt av rensningar men bland de mest negativt påverkade arterna kan nämnas flodkräfta, flodpärlmussla, öring, lax och harr. Dessa är några arter som är hårt drabbade av rensningar och flera andra typer av markavvattningar.
Under flottningsepoken rensades vattendragen på sten och ofta vallades vattendraget in för att förenkla flottningen. Stenar i vattendrag utgör levnadssubstrat för mikroorganismer, insekter, maskar och sniglar. I och med att stenarna tagits upp ur vattendraget minskar även ytan för dessa organismer att leva på, vilket gör att både antalet arter och individer minskar. De utgör basen i vattendragens näringskedja och när dessa arter minskar får det effekter på arter högre upp i näringskedjan.
För fisk innebär det att det blir ont om föda och fiskynglen får ont om gömställen. Dessutom förstörde rensningarna fiskarnas lekbottnar vilket gjorde att reproduktionen störts. De sammantagna effekterna är att flera fiskpopulationer har utrotats eller kraftigt försvagats. De dammar som byggdes för att samla upp stockar och vatten skapade vandringshinder för fisk vilket ytterligare skapade störningar i ekosystemen i form av fragmentering.

### Förändrad flödesregim
Rensningar leder till en förändrad flödesregim i avrinningsområdet. Våtmarker håller kvar överskottsvattnet och jämnar ut flödena under året. Grundligt utdikade våtmarker i avrinningsområdet leder därför till stora men kortvariga vårfloder och små sommarflöden i vattendragen.

### Växtnäringsläckage och övergödning
Genom att snabba på transporten av överskottsvattnet och däri lösta växtnäringsämnen ur marken, kan dikning indirekt bidra till övergödningen av hav och sjöar. Dikning minskar även syrgasbristen i marken vilket leder till minskad areal där denitrifikation kan uppstå. Denitrifikationen är en viktig process för att omvandla nitratkväve till kvävgas. Detta motverkas dock av att den sundare grödan tar upp mer växtnäring, vilket minskar mängden kvarvarande växtnäring som kan lakas ut med överskottsvattnet.

## Återställning av vattendrag
Idag läggs mångmiljonbelopp i Sverige på återställning av vattendrag för att få tillbaka levande vattendrag. I Norrland har Vindelälven biotopvårdats för att skapa bättre förutsättningar för reproducerande bestånd av öring och lax.